# Razafimandimbisonia sambiranensis
Razafimandimbisonia sambiranensis là một loài thực vật có hoa trong họ Thiến thảo. Loài này được (Homolle ex Cavaco) Kainul. & B.Bremer mô tả khoa học đầu tiên năm 2009.